# Panagiōtīs Giannakīs
Panagiōtīs Giannakīs (in greco Παναγιώτης Γιαννάκης?; Atene, 1º gennaio 1959) è un allenatore di pallacanestro ed ex cestista greco.

## Carriera
Ha militato nella Nazionale greca e nell'Aris Basketball Club. Con la sua squadra ha vinto 7 titoli consecutivi e la sua abilità lo ha portato ad essere soprannominato "il drago".

## Palmarès

### Giocatore

#### Club
- Campionato greco: 7

Aris Salonicco: 1984-85, 1985-86, 1986-87, 1987-88, 1988-89, 1989-90, 1990-91
- Coppa di Grecia: 7

Aris Salonicco: 1985, 1986-87, 1987-88, 1988-89, 1989-90, 1991-92
Panathinaikos:	1995-96
- Coppa d'Europa: 1

Aris Salonicco: 1992-93
- Coppa dei Campioni: 1

Panathinaikos: 1995-96

#### Nazionale
- FIBA EuroBasket: 1

1987
- FIBA EuroBasket: 1

1989

#### Individuale
Inserito nel FIBA Hall of Fame nel 2021.

### Allenatore

#### Club
- FIBA EuroBasket: 1

2005
- Coppa di Grecia: 1

Olympiakos: 2009-10
- Match des Champions: 1

Limoges CSP: 2012

#### Individuale
- A1 Ethniki allenatore dell'anno: 2

Maroussi: 2003-04, 2005-06